# Ischiopsopha bourkei
Ischiopsopha bourkei är en skalbaggsart som beskrevs av Blackburn 1895. Ischiopsopha bourkei ingår i släktet Ischiopsopha och familjen Cetoniidae. Inga underarter finns listade i Catalogue of Life.